# IOS 15
Az iOS 15 az Apple Inc. iOS operációs rendszerének tizenötödik tagja, amelyet iPhone és iPod Touch készülékek használnak. Elődje az iOS 14. 2021. június 7-én lett bejelentve az Apple Fejlesztői Világkonferencián (WWDC).

## Története

### Frissítései
Az iOS 15 első fejlesztői verziója 2021. június 7-én jelent meg, amíg az első nyilvános béta verzió várhatóan 2021 júliusában fog.
| Verzió      | Build szám | Megjelenési dátum   |
| ----------- | ---------- | ------------------- |
| 15.0 beta 1 | 19A5261w   | 2021. június 7.     |
| 15.0 beta 2 | 19A5281h   | 2021. június 24.    |
| 15.0 beta 2 | 19A5281j   | 2021. június 30.    |
| 15.0 beta 3 | 19A5297e   | 2021. július 14.    |
| 15.0 beta 4 | 19A5307g   | 2021. július 27.    |
| 15.0 beta 5 | 19A5318f   | 2021. augusztus 10. |
| 15.0 beta 6 | 19A5325f   | 2021. augusztus 17. |
| 15.0 beta 7 | 19A5337a   | 2021. augusztus 25. |
| 15.0 beta 8 | 19A5340a   | 2021. augusztus 31. |

Jelmagyarázat:       Régebbi       Jelenlegi       Béta

## Újdonságok

### SharePlay
Az iOS 15 bemutatja a SharePlay funkciót, amely engedi a felhasználóknak, hogy FaceTime-hívás közben együtt hallgassanak zenét, nézzenek filmeket vagy osszák meg egymás képernyőjét.

### Üzenetek
Mostantól a fotókat egy úgynevezett „stacks” módban is meg lehet osztani. Az iOS 15 bevezetett egy új szekciót, amelynek a neve „Megosztva Önnel”, ami arra való, hogy az iMessageben megosztott tartalmakat később megtekintsd más alkalmazásokban.
A frissítés több ruházatot ad a Memoji-hoz.

### FaceTime
Az iOS 15 hozzáad a FaceTime-hoz egy rácsnézetet és Portré módot. Az Apple könnyebbé tette a FaceTime hívásokhoz való csatlakozást is, mostantól egy link segítségével is lehet csatlakozni.

### Fókusz
Vannak előre megadott fókusz témák, de sajátot is létrehozhat, hogy csak arról kapjon értesítést, amiről szeretne.

### Wallet
A wallet appban most már hozzáadhatja a személyi igazolványát és a jogosítványát is. (Ez a funkció egyelőre még csak Amerikában működik.)

### Safari
A Safari-t teljesen újra tervezték. Bevezették a lapcsoportokat, amely engedi a felhasználóknak, hogy kedvük szerint csoportosítsák a lapokat és osszák meg másokkal. A böngésző bővítmények most először elérhetőek iPhone-okon és iPadeken. Egy új kezdőlap is bemutatkozott az iOS 15-tel.

## iOS 15-öt használó eszközök
| iPhone | iPod touch                       |
| - iPhone 6s - iPhone 6s Plus - iPhone SE (első generáció) - iPhone 7 - iPhone 7 Plus - iPhone 8 - iPhone 8 Plus - iPhone X - iPhone Xs - iPhone Xs Max - iPhone Xr - iPhone 11 - iPhone 11 Pro - iPhone 11 Pro Max - iPhone SE (második generáció) - iPhone 12 Mini - iPhone 12 - iPhone 12 Pro - iPhone 12 Pro Max - iPhone 13 Mini - iPhone 13 - iPhone 13 Pro - iPhone 13 Pro Max | - iPod touch (hetedik generáció) |